# Glockenweihe (VELKD)

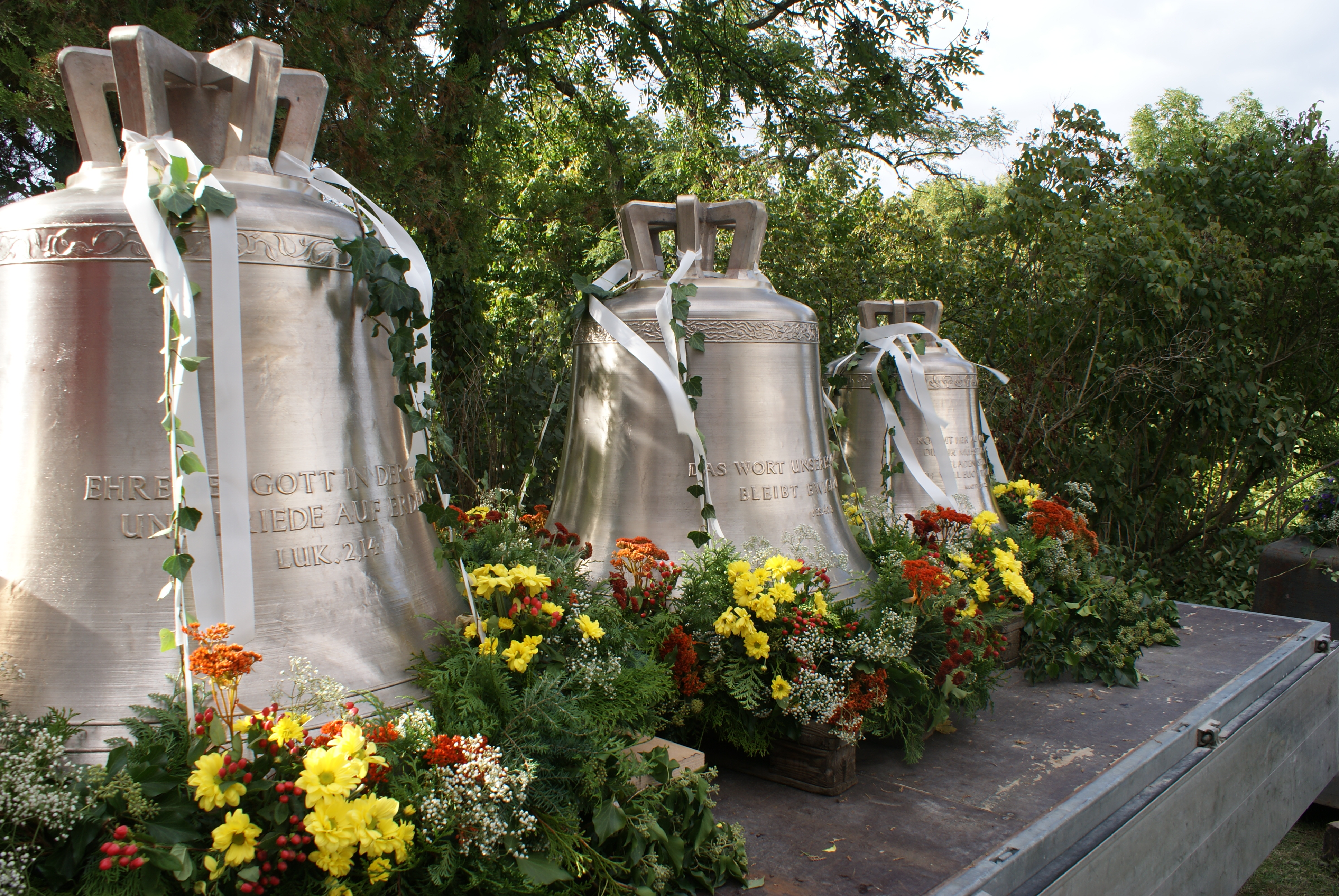
Neues Geläut der Gnadenkirche (Wahren) beim Glockenweih-Wochenende 2012

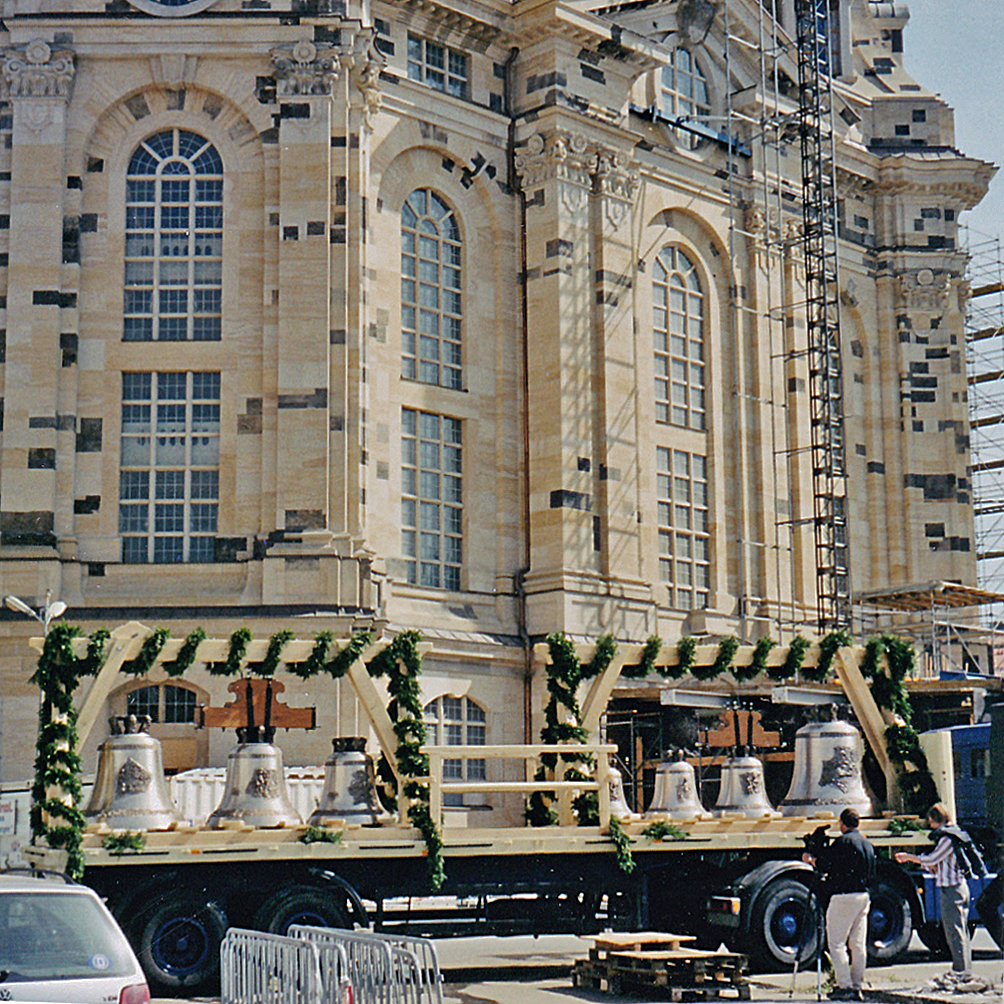
Die neuen Glocken Johannes, Jeremia, Josua – Hanna, Philippus, David und Jesaja der Frauenkirche treffen auf dem Dresdner Neumarkt ein (2003)

Als Weihe einer Glocke wird in den Agendenwerken der Vereinigten Evangelisch-Lutherischen Kirche Deutschlands (VELKD) die Indienstnahme einer neuen Glocke für den evangelischen Gottesdienst bezeichnet. Sie kann im Rahmen einer Kirchweihe durch den Bischof erfolgen oder bei einer bestehenden Kirche, wenn diese ein neues Geläut erhält, durch den Ortspfarrer. Der folgende Artikel behandelt den zweiten Fall.

## Geschichte
In den Schmalkaldischen Artikeln lehnte Martin Luther die zu seiner Zeit praktizierte Glockentaufe ab. Dabei wurde die Glocke außen und innen gewaschen, mit Krankenöl und Chrisam gesalbt. Die Beweihräucherung wurde so vorgenommen, dass der Weihrauch sich in der Glocke sammelte, dann unter ihr hervorquoll und sie einhüllte. Die Glocke wurde so gewissermaßen mit der apotropäischen Kraft des Weihrauchs imprägniert und zu einem machtvollen Instrument der Dämonenabwehr. Sie erhielt den Namen eines Heiligen. Die zahlreich anwesenden Zeugen fassten den Glockenstrick an und waren daraufhin als Paten zu Geschenken an die Kirche verpflichtet. Gerade die Ähnlichkeiten mit dem Sakrament der Taufe machten diese Benediktion für Luther zum Missbrauch, der abgeschafft werden sollte.
Die Kirchen der Reformation setzten die bisherige Nutzung von Kirchenglocken fort, passten sie aber der eigenen Theologie an. Dies betraf insbesondere das Recht der Glockenweihe, „das zwar als Institut des evangelischen Kirchenrechts gewohnheitsrechtlich bis heute als ius liturgicum der Gemeinde fortgilt, jedoch seinen Konsekrationscharakter verliert und als feierliche Indienstnahmehandlung lediglich aus den Grundelementen des Schriftworts, der Predigt, des Gebets und der Indienststellung unter Berühren oder Anschlagen der Glocke besteht“.
Auch im evangelischen Raum ist es üblich, den Kirchenglocken Namen zu geben, entweder nach ihrer Funktion (Betglocke, Vesperglocke usw.) oder nach biblischen Personen bzw. theologischen Konzepten (Jesaja, Johannes, Gloria usw.).

## Agende IV (1952)
Die Agende unterscheidet die Feier der Glockeneinholung und die Feier der Glockenweihe; letztere erfolgt erst nach Aufhängung der Glocken. 
Feier der Glockeneinholung
„Die von grünen Girlanden umschlungenen Glocken werden am Bahnhof oder an der Flurgrenze in festlichem Zug eingeholt und zum Glockenturm gebracht.“ Hier singen die Chöre der Gemeinde. Dabei läuten die Glocken aller Nachbargemeinden und eventuell schon im Glockenturm vorhandene ältere Glocken. Am Glockenturm folgt die Ansprache des Pfarrers, welche die Geschichte des Geläuts der Kirche und eine Beschreibung der neuen Glocke beinhaltet. Die von Liedern gerahmte Feier schließt mit Vaterunser, Gebet und Segen.
Feier der Glockenweihe
Nachdem die Glocke aufgehängt wurde, findet im Rahmen eines Gemeindegottesdienstes die Glockenweihe statt, bei der die Glocke erstmals erklingt. Nach dem Votum 1 Tim 4,5  folgen als Schriftlesungen 1 Kor 13,1–8  und Lk 10,38–42 . Nach dem Vaterunser spricht der Pfarrer folgendes Gebet: „Allmächtiger Gott …, der du den Menschen die Kunst verliehen hast, aus dem Erz der Erde Glocken zu gießen: wir bitten dich um deine Gnade, daß die neue Glocke, die wir heute zu deinem Dienste weihen, allzeit deine Ehre verkündigt und deine in Jesu Christo erlöste Gemeinde zum Gottesdienst versammelt …“ Die Glocke wird daraufhin angeläutet. Dann fordert der Pfarrer die Gemeinde auf, „sich mit einem Liede an der Weihehandlung zu beteiligen“. Zunächst läutet die kleinste Glocke, dann mit etwas Abstand Glocke um Glocke, bis das volle Geläut erreicht ist, worauf die Gemeinde mit einem Lob- oder Danklied einsetzt.

## Agende IV (1987)
Einholung neuer Glocken
„Die geschmückten neuen Glocken können von der Gemeinde abgeholt und unter dem Geläut der Glocken benachbarter Kirchen zu ihrem Bestimmungsort gebracht werden.“ Hier kann sich eine Andacht anschließen, zu der Psalm 88 vorgeschlagen wird. Nach der Ansprache folgt ein Gebet, das Gott für die neue Glocke dankt. „Wir nehmen sie an als Zeichen deiner Freundlichkeit, daß deine Stimme uns auf vielerlei Weise erreichen will.“
Glockenweihe

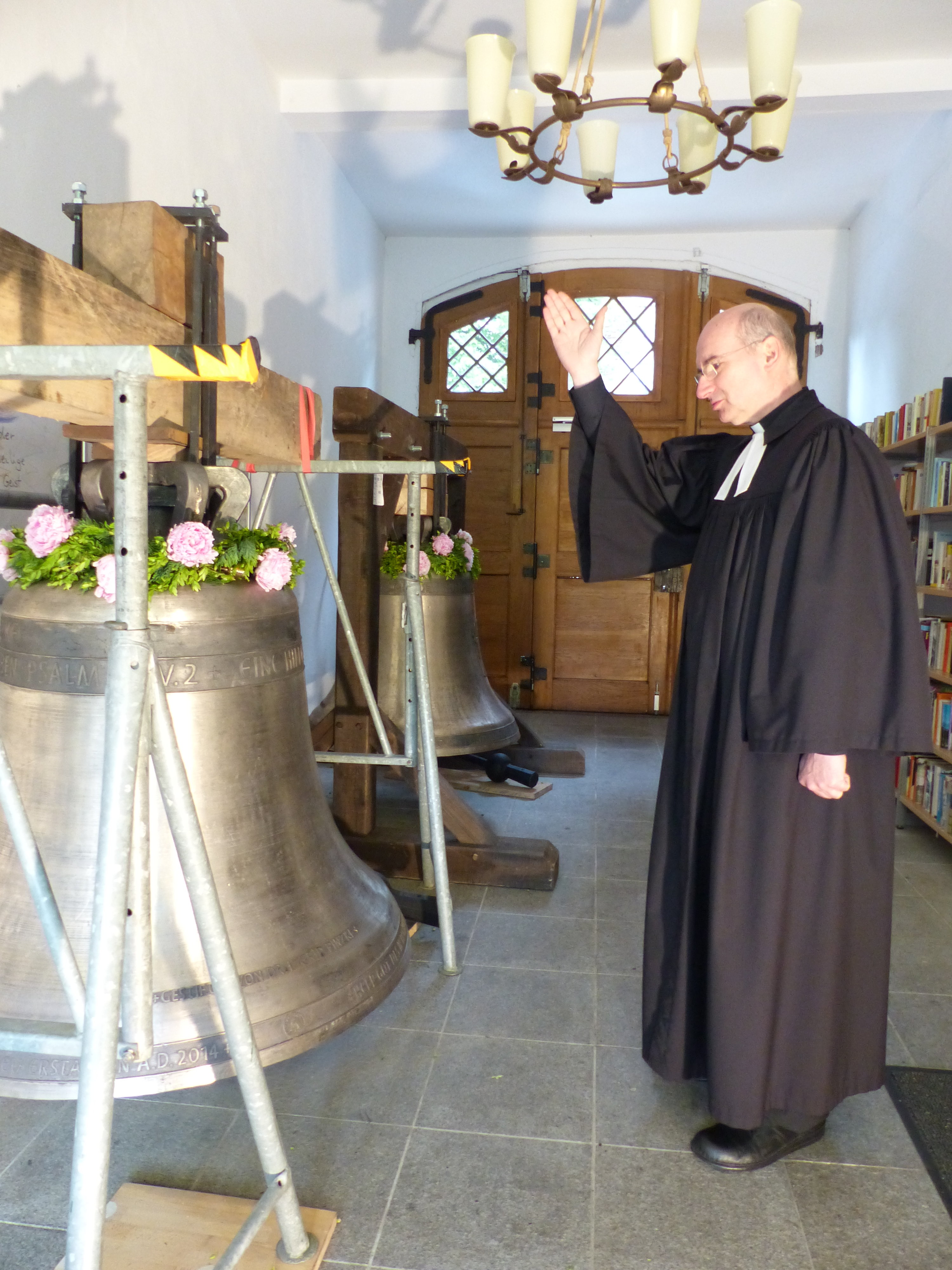
Glockenweihe mit trinitarischem Votum und Kreuzzeichen durch den Pfarrer der Schelfkirche (Schwerin), 2015

Die Glockenweihe erfolgt im Rahmen eines Gemeindegottesdienstes nach dem Gloria oder nach dem Kollektengebet. Einleitend heißt es, die neue Glocke werde dem Dienst Gottes geweiht (alternativ: in den Dienst Gottes gestellt). Die Schriftlesungen sind Jes 62,10–12  oder Offb 3,20.22 . Der Pfarrer spricht das Einweihungsgebet („Gib, dass diese Glocke allezeit deine Ehre verkündige und deine Gemeinde zu Gottesdienst und Gebet rufe. … Wenn sie Zeit und Stunde angibt und wenn sie über den Gräbern erklingt, so erinnere uns an die Ewigkeit.“)
Es folgt die Widmung der Glocke, wofür zwei Formulierungen zur Auswahl angeboten werden. „Die eine läßt die Weihe als durch die Formel mit trinitarischem Votum geschehend verstanden werden, die andere begreift die ganze gottesdienstliche Handlung als Weihe, die durch die Formel nur bestätigt wird.“
Die Glocke wird nun mit ihrem Namen und ihrer Inschrift genannt und kurz geläutet. Danach erklingt das volle Geläut der Kirche, und die Gemeinde stimmt mit dem Graduallied oder einem Lob- und Danklied ein.

## Staatskirchenrechtlicher Aspekt
Die Glockenweihe (genauer: die darin erfolgende Widmung der Glocke) sondert die Glocke als res sacra aus dem allgemeinen Rechtsverkehr aus; sie darf danach nicht zwangsweise säkularisiert werden. Nur kirchliche Stellen können nach der Glockenweihe über die Nutzung des Geläuts entscheiden (Läuteordnung). Allerdings besteht mancherorts ein Recht der Ortspolizeibehörden fort, die Kirchenglocken bei Lebensgefahr für die Bevölkerung läuten zu lassen (Katastrophenläuten).